# Blood ’n Guts
Blood and Guts – Ancient Barbarian Games, auch Blood ’n Guts, ist ein Sportspiel aus Schweden für den Commodore 64, das 1986 von American Action herausgebracht wurde. Zwei Wikinger müssen in zehn verschiedenen Disziplinen gegeneinander antreten. In Deutschland wurde dieses Spiel wegen Gewaltdarstellung durch die BPjS indiziert. Im Juli 2012 wurde die Indizierung nach Ablauf der 25-Jahre-Frist aufgehoben.

## Disziplinen
- Tauziehen (an einem Fluss)
- Steinerollen (an einem Hang)
- Biertrinken
- Steinewerfen
- Stockkampf
- Katzenwerfen
- Seiltanz
- Axtwerfen
- Armdrücken
- Turmspringen (ohne Wasser)

## Spielablauf
Wie bei Sportspielen üblich handelt es sich um ein „Rüttelspiel“, bei dem die Joysticks schnell nach links und rechts bewegt werden müssen. Es kann auch ein Spieler gegen einen Computerspieler antreten. Man kann einen aus vier verschiedenen Kämpfern wählen (Knorr, Hawk, Nop und Dog).

## Andere Medien
Es gibt auch einen gleichnamigen Comic und Film.